# Pentax MZ-3
La MZ-3 è una fotocamera reflex 35mm della Pentax, per ottiche autofocus, prodotta dal 1997 al 2003.

## Caratteristiche
Appartiene alla famiglia MZ che ha sostituito la serie Z negli anni novanta. Insieme alla MZ-5 e alla sua evoluzione MZ-5n, costituisce un trio di fotocamere autofocus caratterizzato per l'impostazione rétro dei comandi, con selettori a ghiera che ne esaltano la semplicità d'uso nel controllo manuale, senza escludere la possibilità di essere utilizzata in pieno automatismo, semplicemente posizionando i selettori dei tempi e del diaframma (quest'ultimo è posizionato sull'obiettivo) sul modo "A". Dispone dell'innesto a baionetta "KAF2", che permette una completa compatibilità di funzionamento manuale con gli obiettivi più vecchi, dalla serie "K" in poi, e mantiene gli automatismi del diaframma con gli obiettivi "KA". Il modulo di messa a fuoco è il "SAFOX IV" a 3 punti. Come tutte le reflex 35 mm della Pentax, questa macchina si distingue per le dimensioni molto contenute del corpo e un peso allineato con queste.
Commercialmente era anche denominata MZ-3QD, ad indicare la presenza del dorso datario (Quartz Date).